# Casato dei Girardidi
I Girardidi furono un Casato della nobiltà franca, che discendeva da Gerardo I, conte di Parigi.
Molti dei membri dei Girardidi furono conti di Parigi e di Metz.
Se si dimostrasse che il conte di Metz Riccardo, morto nel 982, era uno dei figli del conte di Metz Gerardo, morto nel 963 or Matfrid II 960, allora il Casato di Lorena sarebbe un ramo della linea genealogica dei Girardidi.
In questo caso, la linea franca dei Girardidi, che risale all'VIII secolo d.C., esisterebbe tuttora attraverso il Casato degli Asburgo-Lorena.

## Genealogia
- Gerardo I († 779), conte di Parigi.
  - Stefano († verso l'anno 815), conte di Parigi;
  - Leotardo I († circa 813/816), conte di Fézensac, poi conte di Parigi;
    - Engeltrude di Fézensac, sposa di Eudes d'Orléans, madre di Ermentrude d'Orléans, che sposò Carlo II il Calvo;
    - Gerardo II[1] († 874), figlio di Leotardo I, conte di Parigi, duca di Viennois;
    - Adalardo il Siniscalco[2] († ap. 865), figlio di Leotardo I.
      - Stefano († 882);
      - Una figlia, fidanzata nell'865 con Luigi III il Giovane, figlio di Ludovico II il Germanico;
      - Adalardo II[3] († 890).
        - Stefano, conte di Chaumont;
        - Gerardo I († 910), conte di Metz, sposato con Oda di Sassonia, vedova di Zwentibold, re di Lotaringia;
          - Goffredo di Jülich († dopo il 949), sposato con Ermentrude, figlia di Carlo III il Semplice.
            - Gerardo II, conte di Metz (944-963).
              - Riccardo, conte di Metz (963-982).
                - Gerardo III († 1021/1033), figlio del precedente, coniugato con Éva, figlia del Sigefroy, conte di Lussemburgo;
                - Adalberto II, conte di Metz (1022-1033), sposato con Giuditta di Öhningen, figlia di Corrado, duca di Svevia.
                  - Ita di Lotaringia, che sposò Radbot, Stammvater degli Asburgo;
                  - Gerardo IV († 1045), conte di Metz (1033-1045).
                    - Adalberto III († 1048), conte di Metz (1045-1047), duca di Lorena (1047-1048);
                    - Gerardo V († 1070), conte di Metz (1047-1070),  duca di Lorena (1048-1070).

        - Richer († 945), vescovo di Liegi;
        - Matfried I († 930), fratello del precedente, conte di Metz, coniugato con Lantsint.
          - Adalberto I († 944), figlio del precedente, conte di Metz, coniugato con Luitgarda, figlia di Wigerico di Bidgau.
            - Matfried II († 960), figlio del precedente, conte di Metz

  - Begone († 816), conte di Parigi, fratello di Leotardo I.
    - Susanna di Parigi, sposa del conte Wulfhard di Flavigny;
      - Adelaide, sposa di re Luigi II di Francia;
      - Adalhardo (circa 830-† circa 890), conte palatino, conte di Parigi.
        - Wulfhard, cancelliere dell'impero.

    - Leotardo II (806-858), conte di Parigi.